# گلن لوفتوس
گلن لوفتوس (انگلیسی: Glen Loftus؛ زادهٔ ۸ ژوئن ۱۹۷۶) ورزشکار روئینگ اهل استرالیا است. وی بین سال‌های ۱۹۹۰ تا ۲۰۰۴ میلادی فعالیت می‌کرد.
وی در مسابقات کشوری و بین‌المللی در مجموع برندهٔ ۱ مدال طلا، ۲ مدال نقره، ۱ مدال برنز شده‌است.